# Sabine Desvallières
Pour les articles homonymes, voir Desvallières.
Sabine Claire Lefèbvre-Desvallières, en religion sœur Marie de la Grâce, née à Paris le 22 février 1891 et morte au monastère de Sainte-Claire de Mazamet le 16 février 1935, est une artiste en broderie française. 

## Biographie
Élève de Blanche Ory-Robin, brodeuse d'art, elle expose au Salon d'automne ainsi qu'aux Ateliers d'art sacré. Elle s'engage chez les Clarisses en 1926 et fonde un atelier de chasublerie aux Ateliers d'art sacré créés par son père Georges Desvallières. 